# Calotes nigriplicatus
Espèce
Calotes nigriplicatus est une espèce de sauriens de la famille des Agamidae.

## Répartition
Cette espèce est endémique de l'île d'Ambon dans les Moluques en Indonésie.

## Description
C'est un saurien ovipare.

## Publication originale
- Hallermann, 2000 : A new species of Calotes from the Moluccas (Indonesia) with notes on the biogeogreaphy of the genus (Sauria: Agamidae). Bonner zoologische Beiträge, vol. 49, no 1/2, p. 155-163 (texte intégral).